# Falce
O falce sau falcie (pl. fălci) este o unitate de măsură pentru suprafețe agricole folosită în trecut pe teritoriul actualei Românii, mai ales în Moldova. Este echivalentă cu 1,432 ha în Moldova și cu 1,114 ha în Muntenia. 
Denumirea „falce” provine din limba latină, avându-și origine în cuvântul FALX care înseamnă „seceră”.
În baza Legii pentru aplicarea Sistemului Metric de măsuri și greutăți, adoptată la 28 februarie 1875, fălcile se transformă în hectare înmulțind cu 143 și împărțind apoi la 100. Astfel, 158 de fălci se transformă în hectare înmulțind cu 143, ceea ce dă 22 594 și împărțind cu 100 rezultă 225 hectare și 94 ari.

## Vezi și
- Unități de măsură românești vechi